# Mesía
Mesía – gmina w Hiszpanii, w prowincji A Coruña, w Galicji, o powierzchni 107,07 km². W 2011 roku gmina liczyła 2879 mieszkańców.